# تپه ملرز (لس آنجلس)
تپه مِلرُز (به انگلیسی: Melrose Hill) یک منطقهٔ مسکونی در ایالات متحده آمریکا است که در لس آنجلس واقع شده‌است.

## جغرافیا
تپه ملرز در شمال خیابان ملرز، جنوب بلوار سانتا مونیکا، شرق خیابان غربی و غرب آزادراه هالیوود واقع شده‌است.